# Manastigma casmilla
Manastigma casmilla är en fjärilsart som beskrevs av William Chapman Hewitson 1874. Manastigma casmilla ingår i släktet Manastigma och familjen juvelvingar. Inga underarter finns listade i Catalogue of Life.